# Burtigny
Burtigny es una comuna suiza del cantón de Vaud, situada en el distrito de Nyon. Limita al norte con las comunas de Marchissy y Longirod, al noreste con Saint-Oyens, al este con Essertines-sur-Rolle, Gilly y Bursins, al sur con Vinzel, Luins y Begnins, y al oeste con Le Vaud.
La comuna hizo parte hasta el 31 de diciembre de 2007 del distrito de Rolle, círculo de Gilly.